# 丸彰
株式会社丸彰（まるしょう）は、日本の玩具メーカー。

## 沿革
- 1957年6月 創業
- 1961年1月 有限会社として会社を設立
- 1995年4月 株式会社へ移行

## 主な商品
- くるっぴー